# Campanularia diverticulata
Campanularia diverticulata is een hydroïdpoliep uit de familie Campanulariidae. De poliep komt uit het geslacht Campanularia. Campanularia diverticulata werd in 1930 voor het eerst wetenschappelijk beschreven door Totton. 